# Parafia św. Rafała Archanioła w Saint-Raphaël
Parafia św. Rafała Archanioła – prawosławna parafia w Saint-Raphaël. Należała do dekanatu Francji południowo-wschodniej Zachodnioeuropejskiego Egzarchatu Parafii Rosyjskich; następnie (po likwidacji egzarchatu) weszła w skład Greckiej Metropolii Francji Patriarchatu Konstantynopolitańskiego.
W 2010 parafia była obsługiwana przez duchownych służących w soborze św. Mikołaja w Nicei, obowiązki jej proboszcza pełnił ks. Jean Gueit. Święta Liturgia jest odprawiana co dwa tygodnie. Obowiązuje kalendarz juliański, wykorzystywane są języki cerkiewnosłowiański oraz francuski.